# Grézolles
Grézolles – miejscowość i gmina we Francji, w regionie Owernia-Rodan-Alpy, w departamencie Loara.
Według danych na rok 1990 gminę zamieszkiwało 250 osób, a gęstość zaludnienia wynosiła 45 osób/km² (wśród 2880 gmin regionu Rodan-Alpy Grézolles plasuje się na 1378. miejscu pod względem liczby ludności, natomiast pod względem powierzchni na miejscu 1470.).